# Lyman Belding
Lyman Belding (West Farms, 12 giugno 1829 – Stockton, 22 novembre 1917) è stato un ornitologo statunitense.

## Biografia
Lyman Belding nacque da Joshua Belding e Rosetta Cooley Belding il 12 giugno 1829 a West Farms, paese del Massachusetts, ma in seguito si trasferì a Kingston, in Pennsylvania quando aveva circa 7 anni, e infine in California. Trascorse molti anni su navi baleniere, ma rimase affascinato dagli uccelli dopo aver acquisito il suo primo libro di uccelli nel 1876.
Andò in pensione a Stockton, in California e divenne uno dei maggiori esperti sull'avifauna della California e della Bassa California . Morì a Stockton il 22 novembre 1917 e lì è sepolto, nel cimitero rurale.

## Eredità
La golagialla di Belding (Geothlypis beldingi) è stata chiamata così in suo onore da Robert Ridgway.
La lucertola dalla gola arancione di Belding (Aspidoscelis hyperythrus beldingi), una sottospecie di lucertola, è stata chiamata così in suo onore da Leonhard Stejneger.
Oltre al suo lavoro di ornitologo autodidatta, Belding contribuì allo studio antropologico della Baja California. Nel 1882 e 1883, si unì all'antropologo olandese Herman ten Kate nell'esplorazione della regione del Capo all'estremità meridionale della penisola. Nel 1885, Belding pubblicò un articolo che descriveva i loro sforzi in gran parte infruttuosi per localizzare i discendenti degli abitanti nativi  della regione di Pericú e le loro fruttuose scoperte di alcune grotte contenenti sepolture secondarie dipinte.